# بني فايد (ميدي)

تعديل مصدري - تعديل

بني فايد هي إحدى قرى عزلة بني فايد بمديرية ميدي التابعة لمحافظة حجة، بلغ تعداد سكانها 744 نسمة حسب تعداد اليمن لعام 2004.